# Bagdad (Arizona)
Pour les articles homonymes, voir Bagdad (homonymie).
Bagdad est une communauté minière de cuivre et une census-designated place (CDP) située dans le comté de Yavapai dans l'Ouest de l'État de l'Arizona aux États-Unis. C'est l'une de deux seules cités ouvrières (company town) qui existent encore en Arizona. La population de Bagdad était de 1 578 au recensement de 2000.

## Démographie
| 1960  | 1970  | 1980  | 1990  | 2000  | 2010  |
| ----- | ----- | ----- | ----- | ----- | ----- |
| 1 462 | 2 079 | 2 331 | 1 858 | 1 578 | 1 876 |

## Annexe